# Волошинский сельский округ
Волошинский сельский округ (каз. Волошинка ауылдық округі) — административная единица в составе Есильского района Северо-Казахстанской области Казахстана. Административный центр — село Волошинка.
Население — 1263 человека (2009, 1570 в 1999, 2112 в 1989).

## История
Волошинский сельсовет образован 27 октября 1924 года. 12 января 1994 года постановлением главы Северо-Казахстанской областной администрации в существующих границах создан Волошинский сельский округ.

## Социальные объекты
На начало 2020 учебного года в округе функционируют 1 средняя, 1 начальная школа и 2 мини-центра с полным днем пребывания. На территории округа имеется 1 врачебная амбулатория, 2 медицинских пункта, машина скорой помощи. В округе функционирует Дом культуры, библиотека, украинский этнокультурный центр «У Ридной хаты» и центр досуга «Надежда».

## Состав
В состав округа входят такие населенные пункты:
| Населенный пункт     | Население, человек (1989) | Население, человек (1999) | Население, человек (2009) |
| -------------------- | ------------------------- | ------------------------- | ------------------------- |
| Волошинка, село      | 1181                      | 858                       | 680                       |
| Ивано-Петровка, село | 505                       | 408                       | 355                       |
| Лузинка, село        | 426                       | 304                       | 228                       |